# ATP World Tour Finals 2015
L'ATP World Tour Finals 2015 (chiamato anche Barclays ATP World Tour Finals 2015 per motivi di sponsorizzazione) è stato un torneo di tennis che si è disputato a Londra, nel Regno Unito, dal 15 al 22 novembre 2015 sul campo di cemento indoor dell'O2 Arena. È stato l'evento conclusivo dell'ATP World Tour 2015, a cui partecipano i primi 8 giocatori della classifica ATP di singolare e le prime 8 coppie della classifica di doppio. È stata la 46ª edizione per quanto riguarda il torneo di singolare e della 41ª per quanto riguarda quello di doppio.

## Qualificazioni

### Regolamento
Gli 8 giocatori che hanno accumulato il maggior numero di punti validi nei tornei del Grande Slam, dell'ATP World Tour 2015 e nella Coppa Davis 2015 ottengono la qualificazione per il torneo. I punti validi comprendono tutti quelli ottenuti nel 2015, più quelli derivati dalla finale di Coppa Davis 2014 e da tutti i tornei Challenger disputati dopo l'ATP World Tour Finals 2014.
Per qualificarsi, un giocatore che ha terminato la stagione 2014 fra i primi 30 deve partecipare ai quattro tornei Slam e ad otto tornei ATP World Tour Masters 1000 nel corso del 2015. Inoltre vengono conteggiati per la classifica i suoi 4 migliori risultati nei tornei ATP World Tour 500 series e i migliori 2 nei tornei ATP World Tour 250 series. Ai giocatori che non parteciperanno ad uno di questi eventi vengono conteggiati 0 punti per il torneo. Il Monte Carlo Masters è diventato facoltativo dal 2009, e se un giocatore decide di parteciparvi il risultato sarà conteggiato come uno dei 4 tornei 500. La Coppa Davis viene anch'essa conteggiata come un torneo 500, se il giocatore non avrà disputato un numero sufficiente di tornei di questa fascia, e se non avrà ottenuto risultati migliori nei 250 o nei Challenger. Se il giocatore (ad esempio per infortunio) non può partecipare ai tornei prestabiliti, nei 18 tornei validi per la classifica vengono conteggiati i risultati migliori nei tornei 250 o Challenger.
Un giocatore che è impossibilitato a partecipare ai tornei a causa di un infortunio, non riceve alcuna penalità. L'ATP World Tour Finals 2015 conterà come un 19º torneo aggiuntivo nella classifica degli otto qualificati.

### Singolare
| Gruppo Stan Smith   |
| Gruppo Ilie Nastase |

| # | Giocatore     | Punti  | Tornei | Data di qualificazione |
| - | ------------- | ------ | ------ | ---------------------- |
| 1 | Novak Đoković | 15,285 | 17     | 4 giugno               |
| 2 | Andy Murray   | 8,470  | 19     | 15 agosto              |
| 3 | Roger Federer | 7,340  | 17     | 8 settembre            |
| 4 | Stan Wawrinka | 6,500  | 22     | 10 settembre           |
| 5 | Rafael Nadal  | 4,630  | 22     | 18 ottobre             |
| 6 | Tomáš Berdych | 4,620  | 21     | 18 ottobre             |
| 7 | David Ferrer  | 4,305  | 19     | 31 ottobre             |
| 8 | Kei Nishikori | 4,035  | 20     | 31 ottobre             |

Il 4 giugno dopo aver raggiunto la semifinale del Roland Garros, Novak Đoković è il primo giocatore a qualificarsi per le finals.

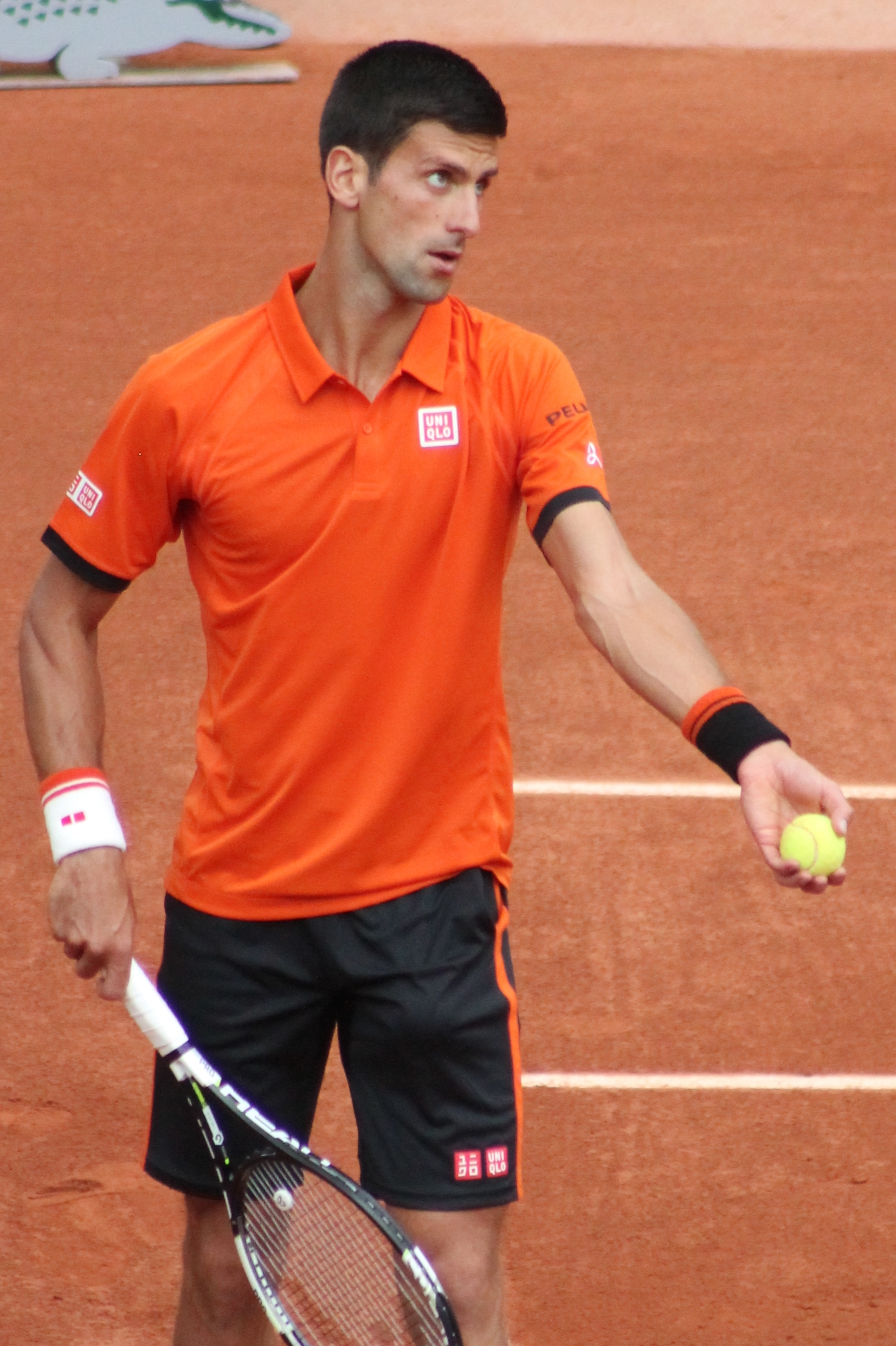
Novak Đoković vincitore di tre dei quattro Slam della stagione

Novak Đoković inizia la stagione per la prima volta dal torneo di Doha dove viene eliminato ai quarti di finale da Ivo Karlović. Vince poi il suo quinto Australian Open battendo in finale Andy Murray con lo score di 7–6(5), 6(4)–7, 6–3, 6–0. Al Dubai Tennis Championships perde in finale da Roger Federer con il punteggio di 3–6, 5–7. Vince poi Indian Wells e Miami vincendo in finale rispettivamente con Roger Federer e Andy Murray. Inizia la stagione sul rosso vincendo il suo secondo titolo a Monte Carlo sconfiggendo Tomáš Berdych 7–5, 4–6, 6–3. Non partecipa al Madrid Open a causa della nascita del figlio. Il ritorno alle competizioni coincide con la vittoria a Roma in finale nuovamente con Roger Federer per 6–4, 6–3. Agli Open di Francia viene sconfitto in finale da Stan Wawrinka che lo batte con il punteggio di 6–4, 4–6, 3–6, 4–6. Conquista il suo terzo Wimbledon trionfando in finale su Roger Federer come l'anno precedente vincendo 7–6(1), 6(10)–7, 6–4, 6–3. Inizia la stagione sul cemento americano perdendo in finale a Montréal e a Cincinnati perdendo in entrambe le finali, rispettivamente da Andy Murray e da Roger Federer. Vince il suo terzo Slam dell'anno agli US Open dove ha nuovamente la meglio in finale su Roger Federer che batte con lo score di 6–4, 5–7, 6–4, 6–4. In Asia vince il suo sesto titolo al China Open sconfiggendo Rafael Nadal e il terzo trofeo a Shanghai battendo Jo-Wilfried Tsonga. Vince infine il Paris Masters in finale su Andy Murray per 6–2, 6–4. È la sua nona qualificazione all' ATP World Tour Finals.
Il 15 agosto dopo aver raggiunto la semifinale alla Canadian Open, Andy Murray si qualifica al Masters.

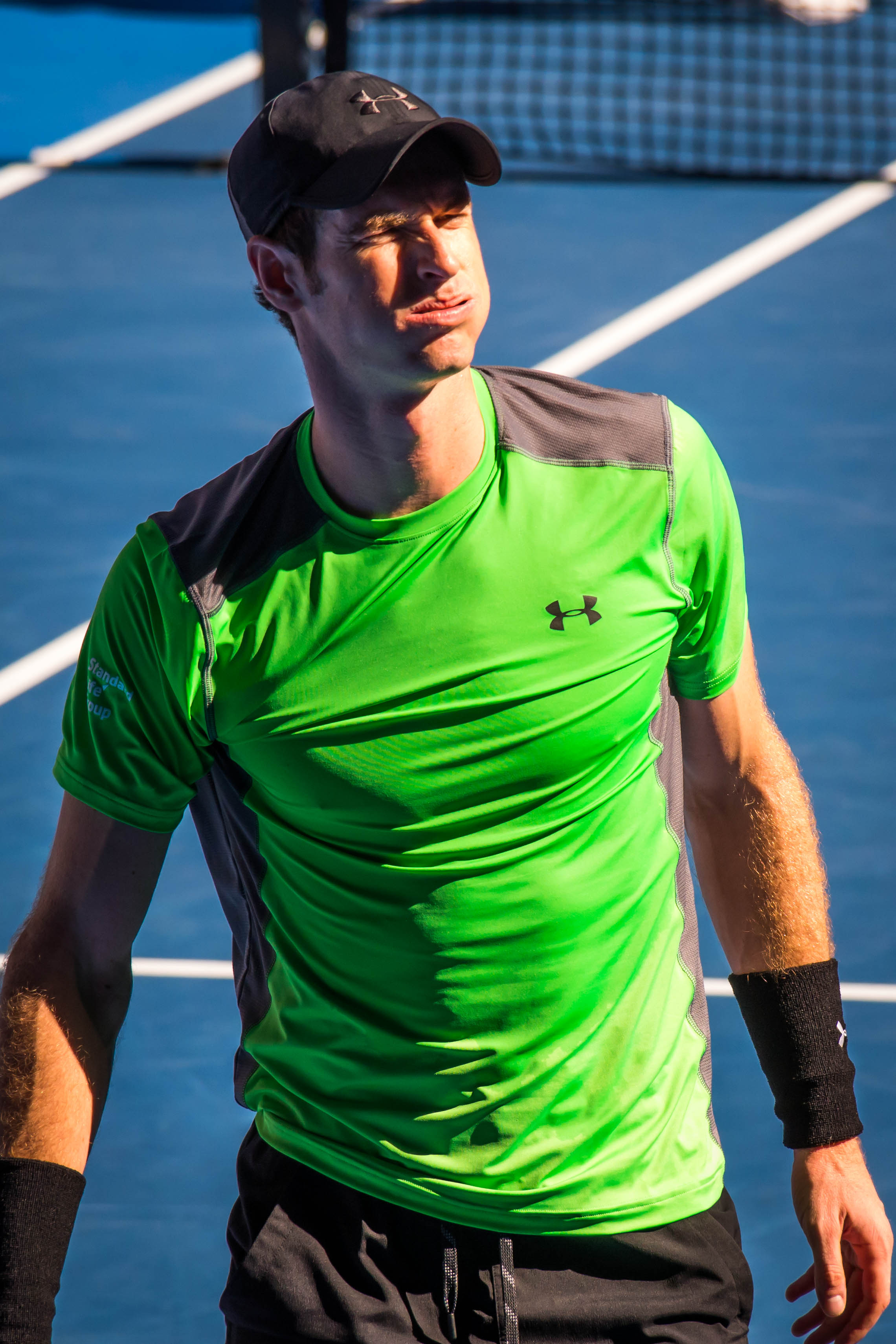
Andy Murray vincitore di due 1000 in stagione e finalista agli Australian Open

Andy Murray ha cominciato la stagione in Australia dove perde in finale da Novak Đoković con il punteggio di 6–7, 7–6, 3–6, 0–6. Viene eliminato ai quarti di finale all'Rotterdam Open e al Dubai Tennis Championships  rispettivamente da Gilles Simon e da Borna Ćorić. Perde da Novak Đoković sia in semifinale a Indian Wells 2–6, 3–6 sia in finale a Miami  6–7, 6–4, 0–6. Salta il primo torneo sulla terra rossa a causa del suo matrimonio. Appena tornato dalla pausa vince il suo primo torneo su terra rossa, il 250 di Monaco di Baviera in finale su Philipp Kohlschreiber con lo score di 7–6, 5–7, 7–6. La settimana seguente vince anche il Madrid Open battendo all'ultimo atto del torneo Rafael Nadal 6–3, 6–2. All'Open di Francia viene sconfitto in semifinale da Novak Đoković dopo aver rimontato due set di svantaggio con il punteggio di 3–6, 3–6, 7–5, 7–5, 1–6. Inizia la stagione su erba vincendo il suo quarto titolo agli Queen's Club Championships sconfiggendo Kevin Anderson 6–3, 6–4. Al Torneo di Wimbledon è Roger Federer ad estrometterlo in semifinale con il punteggio di 5–7, 5–7, 4–6. Dopo aver iniziato la stagione sul cemento americano con una sconfitta per mano di Tejmuraz Gabašvili al Citi Open, vince la Canadian Open battendo Novak Đoković 6–4, 4–6, 6–3, mentre viene eliminato in semifinale a Cincinnati da Roger Federer. Agli US Open viene sconfitto da Kevin Anderson al quarto turno. A Shanghai e a Parigi è sempre Novak Đoković a sconfiggerlo rispettivamente in semifinale e in finale. È stato membro della Squadra britannica di Coppa Davis, con la quale ha vinto tutte le sue sei partite disputate permettendo alla Gran Bretagna di raggiungere la prima finale di Coppa Davis. È la sua ottava qualificazione all' ATP World Tour Finals e la settima apparizione a causa del forfait nell'edizione 2013 per infortunio.
L'8 settembre, dopo aver battuto al quarto turno degli US Open John Isner, Roger Federer si qualifica alle finals.

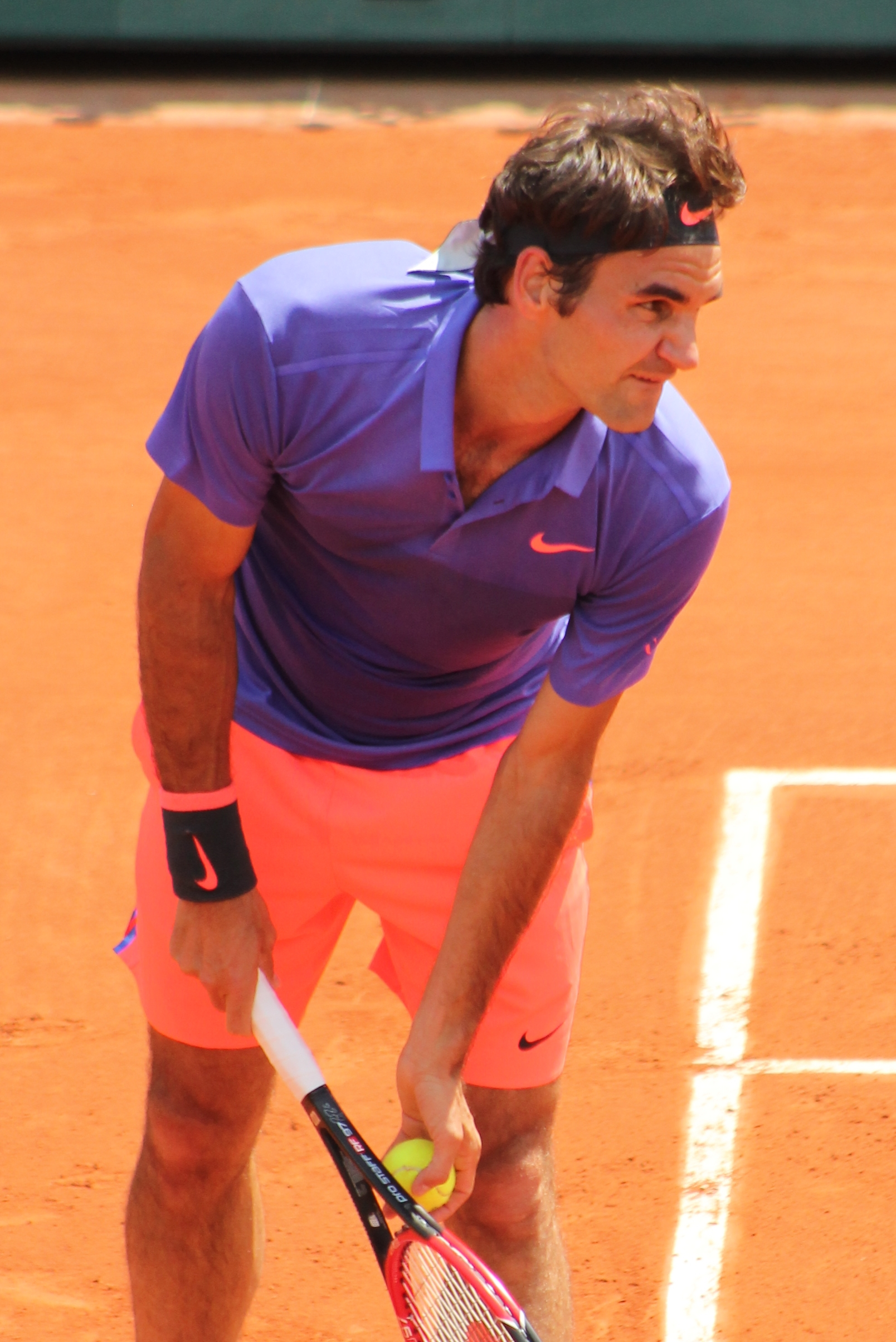
Roger Federer vincitore di 6 tornei su 10 finali

Roger Federer incomincia l'anno vincendo il torneo di Brisbane International superando in finale Milos Raonic con lo score di 6–4, 6–7, 6–4. Agli Australian Open si arrende al terzo turno ad Andreas Seppi, mentre a febbraio vince il settimo titolo a Dubai battendo in finale Novak Đoković con il punteggio di 6–3, 7–5. Al BNP Paribas Open invece perde in finale da Novak Đoković 3–6, 7–6, 2–6. Dopo aver saltato il 1000 di Miami, inizia la stagione sul rosso dal Monte Carlo Masters, dove viene sconfitto agli ottavi da Gaël Monfils. Prende poi parte alla prima edizione del TEB BNP Paribas Istanbul Open che vince battendo in finale Pablo Cuevas per 6–3, 7–6. È il primo torneo vinto su terra rossa dal 2009. A Madrid viene sconfitto al primo match da Nick Kyrgios, mentre agli Internazionali BNL d'Italia è costretto ad arrendersi in finale a Novak Đoković con il punteggio di 4–6, 3–6. Al Roland Garros viene estromesso dal torneo per mano del connazionale Stan Wawrinka ai quarti di finale in tre set: 4–6, 3–6, 6–7. La stagione su erba inizia con l'ottavo trionfo ad Halle vinto in finale su Andreas Seppi 7–6, 6–4. A negargli il suo ottavo successo a Wimbledon è nuovamente Novak Đoković che lo batte con lo score di 6–7, 7–6, 4–6, 3–6. Inizia la stagione sul cemento direttamente da Cincinnati che vince per la settima volta battendo in finale Novak Đoković con il punteggio di 7–6, 6–3. A New York viene sconfitto in finale ancora una volta da Novak Đoković che lo supera in 4 set: 4–6, 7–5, 4–6, 4–6. Dopo aver salvato la Squadra svizzera di Coppa Davis dal retrocedere dal World Group vincendo i suoi due singolari contro la Squadra olandese, viene eliminato al primo match a Shanghai da Albert Ramos Viñolas, ma vince il settimo trofeo degli Swiss Indoors contro Rafael Nadal. A Parigi invece perde al terzo turno da John Isner. Federer è alla sua quattordicesima partecipazione al Masters.
Il 9 settembre dopo aver raggiunto la semifinale agli US Open, Stan Wawrinka si qualifica al Masters

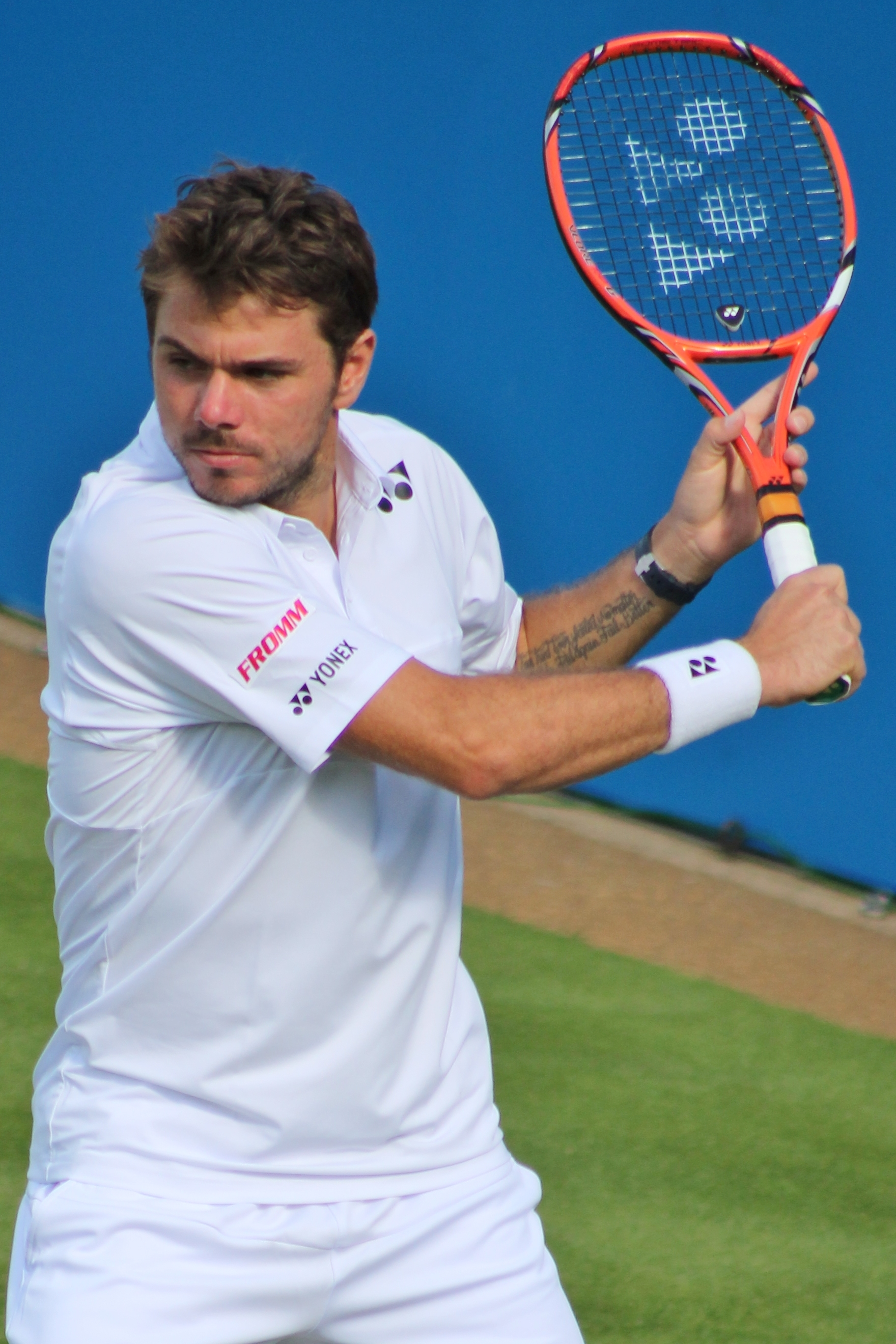
Stan Wawrinka vincitore degli Open di Francia

Stan Wawrinka comincia l'anno confermando il titolo a Chennai battendo in finale Aljaž Bedene 6–3, 6–4. A Melbourne non riesce a difendere il trofeo vinto l'anno precedente venendo sconfitto in semifinale da Novak Đoković con il punteggio di 6–7, 6–3, 4–6, 6–4, 0–6. Vince poi il suo primo 500 in carriera all'Rotterdam Open dove supera in finale Tomáš Berdych con lo score di 4–6, 6–3, 6–4. A Marsiglia, nell'altro torneo indoor del mese, viene eliminato al secondo match da Serhij Stachovs'kyj.Nei due 1000 americani di Indian Wells e Miami perde al secondo e al terzo turno rispettivamente da Robin Haase e da Adrian Mannarino. Inizia poi la stagione su terra rossa a Monte Carlo dove viene estromesso dal torneo da Grigor Dimitrov. Agli Internazionali BNL d'Italia si issa fino in semifinale dove a batterlo è il connazionale Roger Federer con il punteggio di 4–6, 2–6. Prende parte al Geneva Open, nuovo evento reintrodotto nel calendario dell'ATP. Qui viene sconfitto ai quarti di finale da Federico Delbonis. Vince il suo secondo torneo del Grande Slam al Roland Garros dove supera in finale Novak Đoković con lo score di 4–6, 6–4, 6–3, 6–4. Inizia la stagione su erba dagli agli Queen's Club Championships dove perde al secondo turno da Kevin Anderson, mentre a Wimbledon è invece Richard Gasquet a sconfiggerlo 4–6, 6–4, 6–3, 4–6, 9–11. Nella parte della stagione pre-US Open, viene eliminato alla prima partita alla Canadian Open da Nick Kyrgios e ai quarti al Cincinnati Open da Novak Đoković. A New York viene superato da Roger Federer per 4–6, 3–6, 1–6. Contribuisce alla salvezza della Squadra svizzera di Coppa Davis dal retrocedere dal World Group vincendo il suo match di singolare contro Thiemo de Bakker. Partecipa al torneo di Metz dove si ritira ai quarti di finale per un infortunio. Va in Asia dove vince a Tokyo si suo secondo 500 contro Benoît Paire 6–2, 6–4. A Shanghai è Rafael Nadal a eliminarlo ai quarti, mentre a Barcy viene eliminato in semifinale da Đoković. È la terza qualificazione consecutiva alle Finals.
Il 18 ottobre si qualificano Rafael Nadal e Tomáš Berdych.

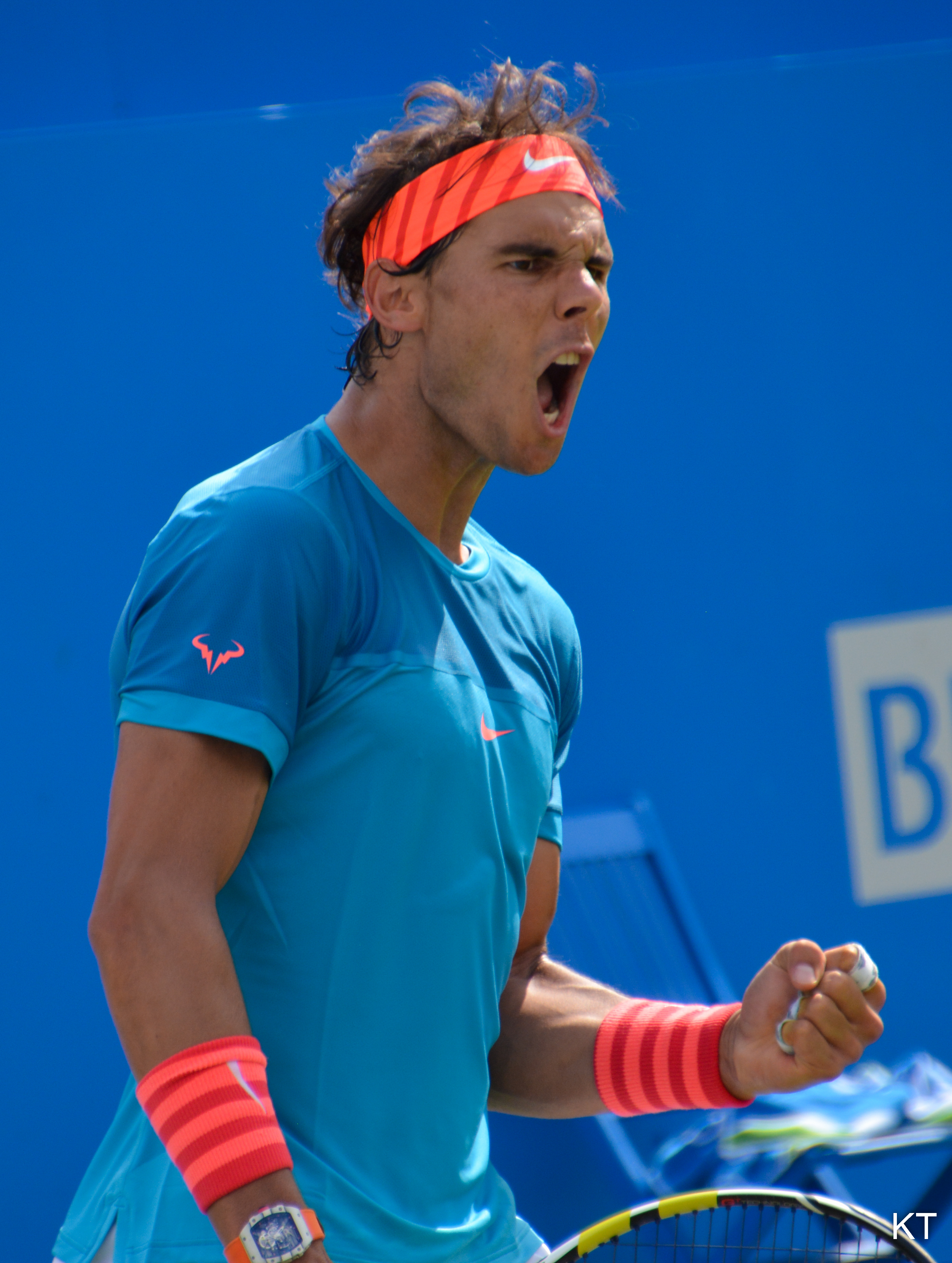
Rafael Nadal vincitore di tre tornei

Rafael Nadal inizia l'anno con l'uscita al primo turno del torneo di Doha sconfitto da Michael Berrer. Agli Australian Open viene eliminato da Tomáš Berdych nei quarti di finale. Viene poi sconfitto in semifinale del Rio Open da Fabio Fognini. Conquista il primo titolo della stagione a Buenos Aires. Ad Indian Wells viene eliminato da Raonic nei quarti di finale. Viene poi eliminato da Fernando Verdasco al terzo turno del torneo di Miami. A Monte Carlo perde in semifinale da Novak Đoković. Si ferma al terzo turno del torneo di Barcellona battuto per la seconda volta in stagione da Fognini. A Madrid raggiunge la finale ma viene sconfitto da Andy Murray. Agli Internazionali Stan Wawrinka lo elimina nei quarti di finale. Đoković lo batte anche nel suo torneo, infatti al Roland Garros dove deteneva il titolo da cinque anni consecutivi, i due si affrontano nei quarti di finale ed è il serbo ad avere la meglio col punteggio di 7-5, 6-3, 6-1. Si presenta al torneo di Stoccarda e conquista il titolo, battendo in finale Viktor Troicki. A Londra invece la settimana seguente viene sconfitto al primo turno da Aleksandr Dolhopolov. La stagione sull'erba si chiude con la prematura eliminazione da Wimbledon, sorpreso al secondo turno da Dustin Brown. Conquista poi il titolo ad Amburgo battendo per la prima volta in stagione Fognini. Raggiunge i quarti di finale della Canadian Open dove viene sconfitto da Kei Nishikori. A Cincinnati viene invece battuto dal connazionale Feliciano López al terzo turno. Allo US Open è ancora una volta Fognini a batterlo, l'italiano recupera infatti da due set a zero per conquistare la vittoria in cinque set. Nel Playoff 1º turno di Coppa Davis contro la Danimarca batte Mikael Torpegaard e in coppia con Fernando Verdasco conquista il punto del 3-0. A Pechino perde la finale con Đoković mentre la settimana seguente è Jo-Wilfried Tsonga a batterlo nella semifinale del Shanghai Masters. A Basilea va in scena un'altra sfida con Federer, nella finale è lo svizzero ad avere la meglio. Nell'ultimo torneo prima delle finals, il Paris Masters viene eliminato da Wawrinka nei quarti di finale. È la sua undicesima qualificazione consecutiva al Master di fine anno.

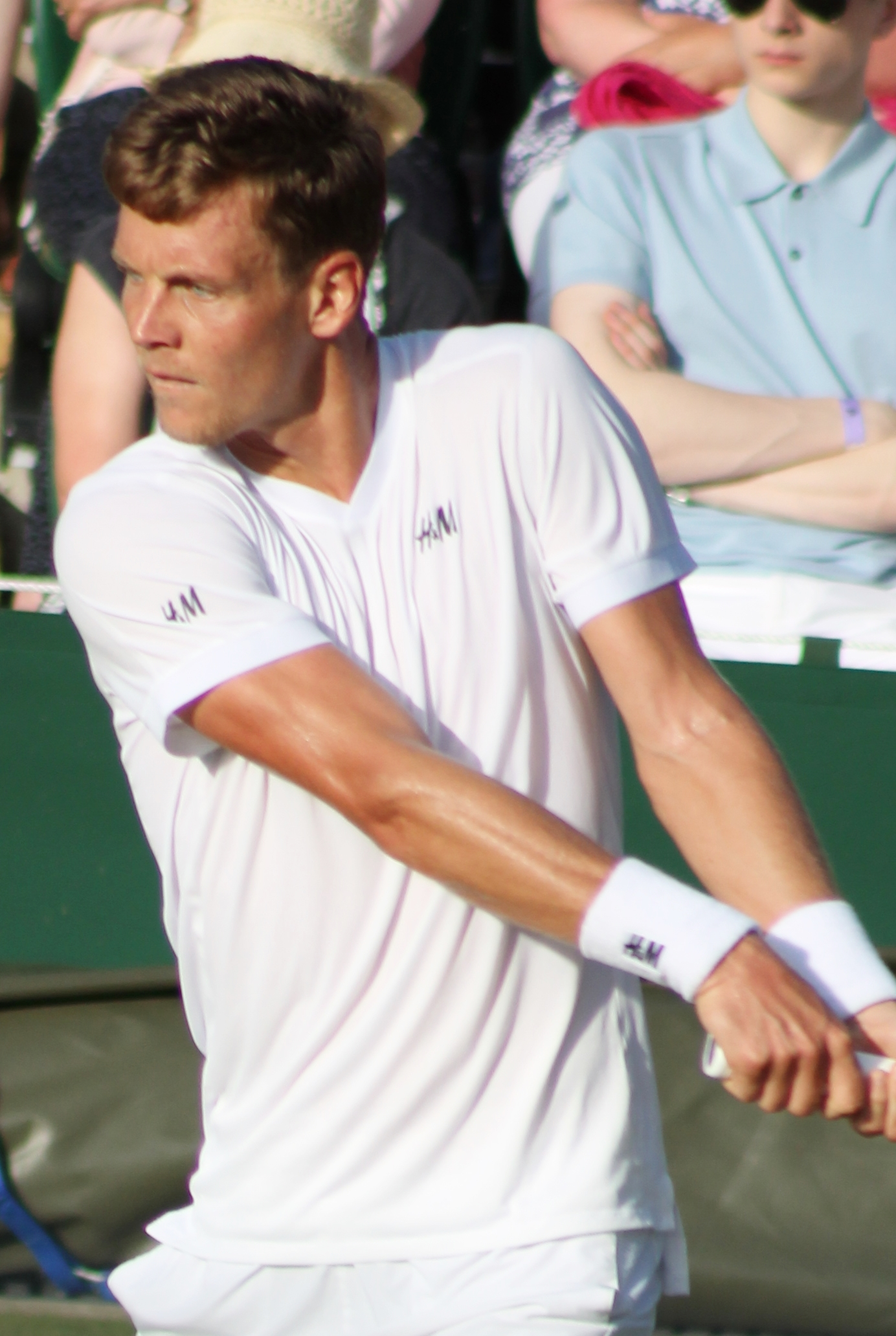
Tomáš Berdych vince due titoli su cinque finali stagionali

Tomáš Berdych inizia la stagione a Doha dove raggiunge la finale sconfitto da David Ferrer. Gioca la sua seconda semifinale consecutiva a Melbourne dove viene sconfitto da Andy Murray. Non riesce a difendere il titolo dell'anno precedente a Rotterdam fermato in finale da Stan Wawrinka. A Dubai viene sconfitto in semifinale da Novak Đoković. Nel BNP Paribas Open è Roger Federer ad eliminarlo nei quarti di finale mentre a Miami raggiunge la semifinale ma viene eliminato ancora una volta da Murray. A Monte Carlo si spinge fino alla finale dove viene sconfitto ancora da Đoković. Nel Madrid Open è Rafael Nadal a fermarlo in semifinale, anche a Roma gli sono fatali i quarti, questa volta per mano di Federer. Si ferma poi agli ottavi degli Open di Francia per mano di Jo-Wilfried Tsonga. Inizia la stagione sull'erba ad Halle dove viene sorpreso da Ivo Karlović nei quarti di finale. Anche a Wimbledon è sconfitto negli ottavi di finale, questa volta da Gilles Simon. Sul cemento americano non brilla, infatti a Montréal è sconfitto al secondo turno da Donald Young, a Cincinnati è battuto da Aleksandr Dolhopolov nei quarti di finale mentre agli US Open è il francese Gasquet ad eliminarlo agli ottavi. Viene poi sconfitto all'esordio del St. Petersburg Open da Simone Bolelli, ma si rifà la settimana seguente conquistando il titolo nel torneo di Shenzen dove batte Guillermo García López in finale. Torna subito in campo a Pechino ma Pablo Cuevas lo ferma al primo turno. Nel successivo torneo di Shanghai è battuto ai quarti di finale da Murray. Instancabile gioca anche la settimana seguente e riesce a bissare il titolo dell'anno precedente allo Stockholm Open superando Jack Sock in due set nella finale. Chiude a Barcy con una sconfitta nei quarti di finale ad opera di Đoković. È il sesto anno consecutivo in cui il ceco si qualifica alle Finals.
Il 31 ottobre David Ferrer e Kei Nishikori completano il quadro delle qualificazioni.

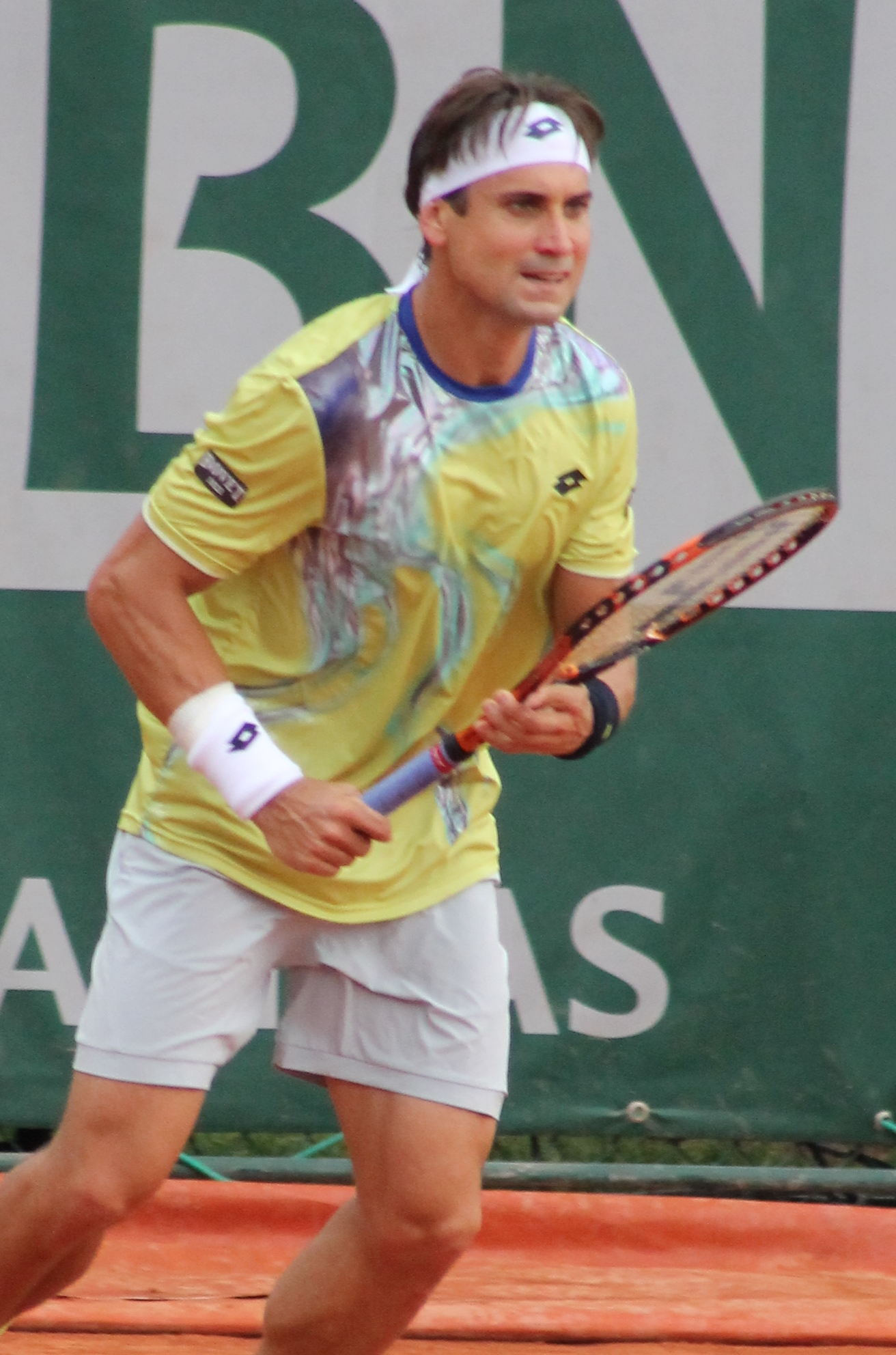
David Ferrer vince cinque titoli su altrettante finali

David Ferrer apre la stagione conquistando il titolo a Doha battendo in finale Tomáš Berdych. Si ritira poi dal torneo di Auckland e torna in campo agli Australian Open dove viene eliminato agli ottavi da Kei Nishikori. Vince poi il Rio Open battendo in finale Fabio Fognini e il torneo di Acapulco in finale su Nishikori. Ad Indian Wells e Miami viene eliminato rispettivamente da Bernard Tomić al terzo turno e da Novak Đoković nei quarti di finale. Raggiunge i quarti di finale anche a Monte Carlo dove viene eliminato da Nadal. A Barcellona viene eliminato in semifinale da Pablo Andújar. Nel successivo torneo di Madrid è ancora una volta Nishikori a fermalo ai quarti di finale. Agli Internazionali raggiunge la semifinale ma viene fermato da Đoković. Raggiunge i quarti del Roland Garros sconfitto da Andy Murray. Inizia la stagione sull'erba con un'eliminazione al secondo turno dell'AEGON Open Nottingham per mano di Marcos Baghdatis e si ritira da Wimbledon per infortunio. Rientra in campo agli US Open, ma non va oltre il terzo turno battuto da Jérémy Chardy. Nel Playoff 1º turno di Coppa Davis contro la Danimarca batte Frederik Nielsen e Mikael Torpegaard siglando il definitivo 5-0. Conquista poi il titolo al Malaysian Open superando Feliciano López in finale. A Pechino è ancora una volta Đoković a fermalo in semifinale. Esce al secondo turno di Shanghai per mano di Tomić. Vince poi il 500 di Vienna superando in finale Steve Johnson in tre set e si ritira dal successivo torneo di Valencia. A Barcy raggiunge la semifinale, dove viene battuto in due set da Murray. È la sesta volta che lo spagnolo si qualifica per il torneo.

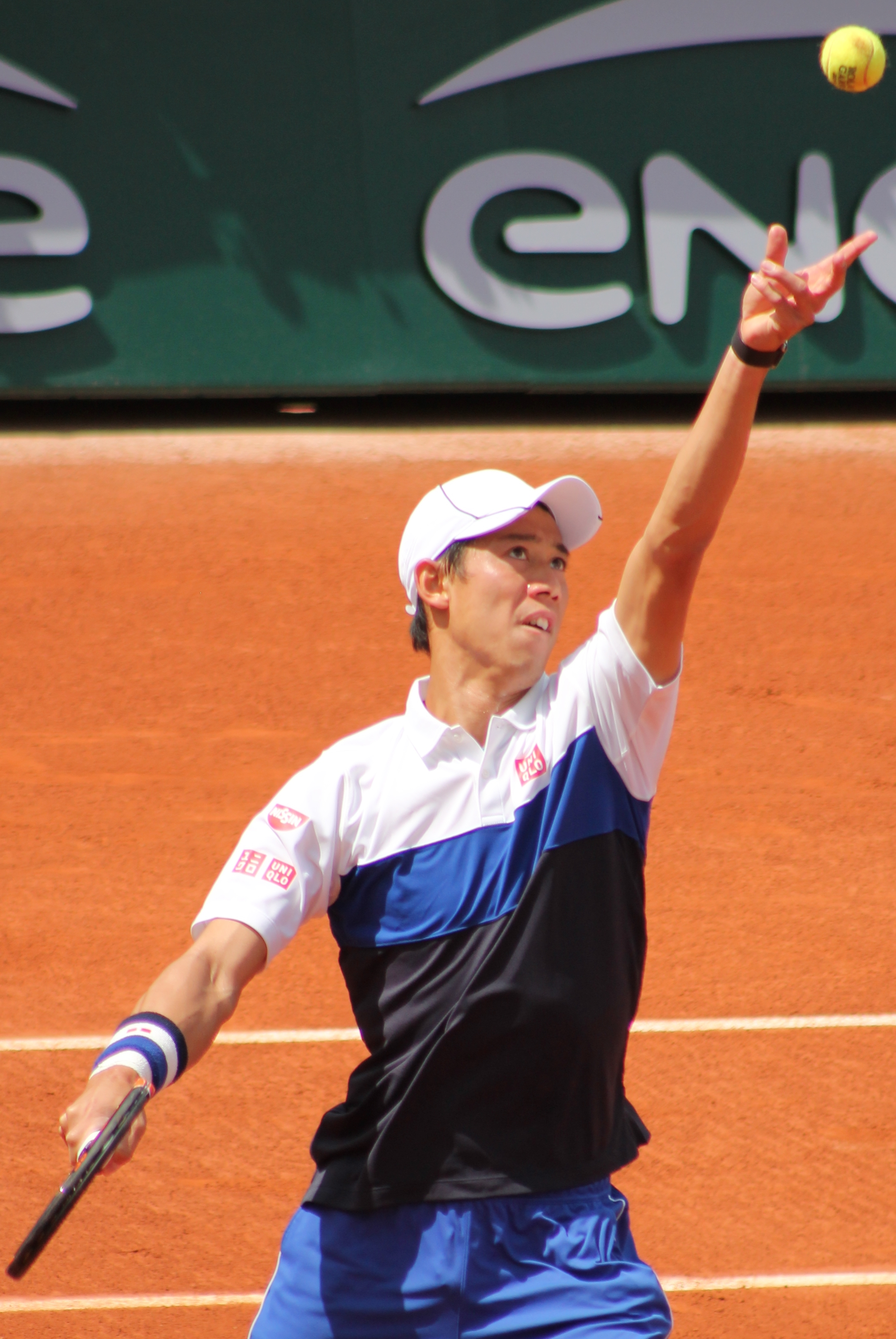
Kei Nishikori vincitore di due tornei 500 Series in stagione e tre titoli in totale

Kei Nishikori apre la stagione con la semifinale a Brisbane dove viene sconfitto da Milos Raonic. Agli Australian Open raggiunge i quarti di finale dove viene sconfitto da Stan Wawrinka. Vince poi per il terzo anno consecutivo il torneo di Memphis con un doppio 6-4 in finale su Kevin Anderson e raggiunge la finale dell torneo di Acapulco dove viene sconfitto da David Ferrer. Negli ottavi di finale di Coppa Davis contro il Canada batte Raonic e Pospisil guadagnando gli unici due punti per il Giappone. Ad Indian Wells viene sconfitto da Feliciano López agli ottavi mentre Miami raggiunge i quarti dove viene sconfitto da John Isner. Salta poi il torneo di Monte Carlo e torna in campo a Barcellona dove difende il titolo superando in finale Pablo Andújar. A Madrid raggiunge la semifinale ma viene fermato da Andy Murray mentre agli Internazionali perde l'incontro ai quarti con Novak Đoković. Raggiunge i quarti del Roland Garros sconfitto da Jo-Wilfried Tsonga. Per un infortunio al polpaccio è costretto a ritirarsi in semifinale del torneo di Halle contro Andreas Seppi non ancora del tutto recuperato è costretto al ritiro anche al secondo turno del Torneo di Wimbledon. Torna in campo a Washington e conquista il titolo superando Isner in finale. Raggiunge poi le semifinali a Montréal sconfitto da Murray e si ritira per affaticamento dal torneo di Cincinnati. Agli US Open dove difendeva la finale viene sorpreso al primo turno da Benoît Paire. Nello spareggio di Davis batte Alejandro Falla e Santiago Giraldo riportando la sfida sul 2-2. Non riesce a difendere il titolo a Tokyo fermato in semifinale ancora da Paire. Esce al terzo turno di Shanghai battuto da Anderson e a Parigi si ritira durante il terzo turno contro Richard Gasquet.
È il suo secondo anno consecutivo alle Finals.

### Doppio
| Gruppo Ashe/Smith      |
| Gruppo Fleming/McEnroe |

| # | Giocatori                           | Punti | Tornei | Data di qualificazione |
| - | ----------------------------------- | ----- | ------ | ---------------------- |
| 1 | Bob Bryan Mike Bryan                | 6,555 | 21     | 17 agosto              |
| 2 | Jean-Julien Rojer Horia Tecău       | 6,400 | 21     | 2 ottobre              |
| 3 | Ivan Dodig Marcelo Melo             | 6,140 | 13     | 18 ottobre             |
| 4 | Jamie Murray John Peers             | 5,635 | 25     | 18 ottobre             |
| 5 | Simone Bolelli Fabio Fognini        | 4,895 | 16     | 18 ottobre             |
| 6 | Pierre-Hugues Herbert Nicolas Mahut | 4,765 | 14     | 18 ottobre             |
| 7 | Marcin Matkowski Nenad Zimonjić     | 4,290 | 19     | 26 ottobre             |
| 8 | Rohan Bopanna Florin Mergea         | 3,635 | 16     | 8 novembre             |

## Testa a testa

### Singolare
|   |               | Đoković | Murray | Federer | Wawrinka | Nadal | Berdych | Ferrer | Nishikori | Totale |
| 1 | Novak Đoković |         | 21–9   | 21–21   | 19–4     | 22–23 | 20–2    | 16–5   | 4–2       | 123–66 |
| 2 | Andy Murray   | 9–21    |        | 11–14   | 8–6      | 6–15  | 7–6     | 11–6   | 5–1       | 57–69  |
| 3 | Roger Federer | 21–21   | 14–11  |         | 17–3     | 11–23 | 14–6    | 16–0   | 3–2       | 96–66  |
| 4 | Stan Wawrinka | 4–19    | 6–8    | 3–17    |          | 3–13  | 11–5    | 6–7    | 3–1       | 36–70  |
| 5 | Rafael Nadal  | 23–22   | 15–6   | 23–11   | 13–3     |       | 19–4    | 23–6   | 7–1       | 123–53 |
| 6 | Tomáš Berdych | 2–20    | 6–7    | 6–14    | 5–11     | 4–19  |         | 5–8    | 1–3       | 29–82  |
| 7 | David Ferrer  | 5–16    | 6–11   | 0–16    | 7–6      | 6–23  | 8–5     |        | 4–8       | 36–85  |
| 8 | Kei Nishikori | 2–4     | 1–5    | 2–3     | 1–3      | 1–7   | 3–1     | 8–4    |           | 18–27  |

## Montepremi e punti
| Turneo                   | Singolare    | Doppio1    | Punti |
| ------------------------ | ------------ | ---------- | ----- |
| Campione                 | +1 455 000 $ | +226 000 $ | +900  |
| Finalista                | +475 000 $   | +76 000 $  | +400  |
| Round Robin (3 vittorie) | 465 000 $    | 228 000 $  | 600   |
| Round Robin (2 vittorie) | 310 000 $    | 152 000 $  | 400   |
| Round Robin (1 vittoria) | 155 000 $    | 76 000 $   | 200   |
| Alternative              | 85 000 $     | 30 000 $   | –     |

## Round Robin

### Giorno 1: 15 novembre
| Incontri nella O2 arena | Incontri nella O2 arena             | Incontri nella O2 arena              | Incontri nella O2 arena |
| Gruppo | Vincitore                           | Perdente                             | Punteggio               |
| --- | ----------------------------------- | ------------------------------------ | ----------------------- |
| Gruppo Smith/Ashe | Jamie Murray [4] John Peers [4]     | Simone Bolelli [5] Fabio Fognini [5] | 7–6, 3–6, [11–9]        |
| Gruppo Stan Smith | Novak Đoković [1]                   | Kei Nishikori [8]                    | 6–1, 6–1                |
| Gruppo Ashe/Smith | Rohan Bopanna [8] Florin Mergea [8] | Bob Bryan [1] Mike Bryan [1]         | 6–4, 6–3                |
| Gruppo Stan Smith | Roger Federer [3]                   | Tomáš Berdych [6]                    | 6–4, 6–2                |
| Il 1º match è iniziato alle 12:00 GMT il 2º non prima delle 14:00 GMT il 3º non prima delle 18:00 GMT il 4º non prima delle 20:00 GMT |                                     |                                      |                         |

### Giorno 2: 16 novembre
| Incontri nella O2 arena | Incontri nella O2 arena               | Incontri nella O2 arena                     | Incontri nella O2 arena |
| Gruppo | Vincitore                             | Perdente                                    | Punteggio               |
| --- | ------------------------------------- | ------------------------------------------- | ----------------------- |
| Gruppo McEnroe/Fleming | Jean-Julien Rojer [2] Horia Tecău [2] | Marcin Matkowski [7] Nenad Zimonjić [7]     | 6–2, 6–4                |
| Gruppo Ilie Năstase | Andy Murray [2]                       | David Ferrer [7]                            | 6–4, 6–4                |
| Gruppo McEnroe/Fleming | Ivan Dodig [3] Marcelo Melo [3]       | Pierre-Hugues Herbert [6] Nicolas Mahut [6] | 3–6, 7–64, [10–7]       |
| Gruppo Ilie Năstase | Rafael Nadal [5]                      | Stan Wawrinka [4]                           | 6–3, 6–2                |
| Il 1º match è iniziato alle 12:00 GMT il 2º non prima delle 14:00 GMT il 3º non prima delle 18:00 GMT il 4º non prima delle 20:00 GMT |                                       |                                             |                         |

### Giorno 3: 17 novembre
| Incontri nella O2 arena | Incontri nella O2 arena             | Incontri nella O2 arena              | Incontri nella O2 arena |
| Gruppo | Vincitore                           | Perdente                             | Punteggio               |
| --- | ----------------------------------- | ------------------------------------ | ----------------------- |
| Gruppo Smith/Ashe | Rohan Bopanna [8] Florin Mergea [8] | Jamie Murray [4] John Peers [4]      | 6–3, 7–6                |
| Gruppo Stan Smith | Kei Nishikori [8]                   | Tomáš Berdych [6]                    | 7–5, 3–6, 6–3           |
| Gruppo Ashe/Smith | Bob Bryan [1] Mike Bryan [1]        | Simone Bolelli [5] Fabio Fognini [5] | 6–3, 6–2                |
| Gruppo Stan Smith | Roger Federer [3]                   | Novak Đoković [1]                    | 7-5, 6-2                |
| Il 1º match è iniziato alle 12:00 GMT il 2º non prima delle 14:00 GMT il 3º non prima delle 18:00 GMT il 4º non prima delle 20:00 GMT |                                     |                                      |                         |

### Giorno 4: 18 novembre
| Incontri nella O2 arena | Incontri nella O2 arena                     | Incontri nella O2 arena                 | Incontri nella O2 arena |
| Gruppo | Vincitore                                   | Perdente                                | Punteggio               |
| --- | ------------------------------------------- | --------------------------------------- | ----------------------- |
| Gruppo McEnroe/Fleming | Pierre-Hugues Herbert [6] Nicolas Mahut [6] | Marcin Matkowski [7] Nenad Zimonjić [7] | 5-7, 6-3 [10-8]         |
| Gruppo Ilie Năstase | Rafael Nadal [5]                            | Andy Murray [2]                         | 6–4, 6–1                |
| Gruppo McEnroe/Fleming | Jean-Julien Rojer [2] Horia Tecău [2]       | Ivan Dodig [3] Marcelo Melo [3]         | 6-4, 7-63               |
| Gruppo Ilie Năstase | Stan Wawrinka [4]                           | David Ferrer [7]                        | 7-5, 6-2                |
| Il 1º match è iniziato alle 12:00 GMT il 2º non prima delle 14:00 GMT il 3º non prima delle 18:00 GMT il 4º non prima delle 20:00 GMT |                                             |                                         |                         |

### Giorno 5: 19 novembre
| Incontri nella O2 arena | Incontri nella O2 arena              | Incontri nella O2 arena             | Incontri nella O2 arena |
| Gruppo | Vincitore                            | Perdente                            | Punteggio               |
| --- | ------------------------------------ | ----------------------------------- | ----------------------- |
| Gruppo Smith/Ashe | Simone Bolelli [5] Fabio Fognini [5] | Rohan Bopanna [8] Florin Mergea [8] | 6–4, 1-6 [10-5]         |
| Gruppo Stan Smith | Roger Federer [3]                    | Kei Nishikori [8]                   | 7–5, 4–6, 6–4           |
| Gruppo Ashe/Smith | Bob Bryan [1] Mike Bryan [1]         | Jamie Murray [4] John Peers [4]     | 65-7, 7-65 [16-14]      |
| Gruppo Stan Smith | Novak Đoković [1]                    | Thomas Berdych [6]                  | 6-3, 7-5                |
| Il 1º match è iniziato alle 12:00 GMT il 2º non prima delle 14:00 GMT il 3º non prima delle 18:00 GMT il 4º non prima delle 20:00 GMT |                                      |                                     |                         |

### Giorno 6: 20 novembre
| Incontri nella O2 arena | Incontri nella O2 arena               | Incontri nella O2 arena                     | Incontri nella O2 arena |
| Gruppo | Vincitore                             | Perdente                                    | Punteggio               |
| --- | ------------------------------------- | ------------------------------------------- | ----------------------- |
| Gruppo McEnroe/Fleming | Ivan Dodig [3] Marcelo Melo [3]       | Marcin Matkowski [7] Nenad Zimonjić [7]     | 3-6, 7-5 [10-6]         |
| Gruppo Ilie Năstase | Rafael Nadal [5]                      | David Ferrer [7]                            | 62-7, 6-3, 6-4          |
| Gruppo McEnroe/Fleming | Jean-Julien Rojer [2] Horia Tecău [2] | Pierre-Hugues Herbert [6] Nicolas Mahut [6] | 6-4, 7-5                |
| Gruppo Ilie Năstase | Stan Wawrinka [4]                     | Andy Murray [2]                             | 7-64, 6-4               |
| Il 1º match è iniziato alle 12:00 GMT il 2º non prima delle 14:00 GMT il 3º non prima delle 18:00 GMT il 4º non prima delle 20:00 GMT |                                       |                                             |                         |

### Giorno 7: 21 novembre
| Incontri nella O2 arena | Incontri nella O2 arena               | Incontri nella O2 arena         | Incontri nella O2 arena |
| Gruppo | Vincitore                             | Perdente                        | Punteggio               |
| --- | ------------------------------------- | ------------------------------- | ----------------------- |
| Semifinale Doppio | Rohan Bopanna [8] Florin Mergea [8]   | Ivan Dodig [3] Marcelo Melo [3] | 6-4, 6-2                |
| Semifinale Singolare | Novak Đoković [1]                     | Rafael Nadal [5]                | 6-3, 6-3                |
| Semifinale Doppio | Jean-Julien Rojer [2] Horia Tecău [2] | Bob Bryan [1] Mike Bryan [1]    | 6-4, 6-4                |
| Semifinale Singolare | Roger Federer [3]                     | Stan Wawrinka [4]               | 7-5, 6-3                |
| Il 1º match è iniziato alle 12:00 GMT il 2º non prima delle 14:00 GMT il 3º non prima delle 18:00 GMT il 4º non prima delle 20:00 GMT |                                       |                                 |                         |

### Giorno 8: 22 novembre
| Incontri nella O2 arena                                               | Incontri nella O2 arena               | Incontri nella O2 arena             | Incontri nella O2 arena |
| Gruppo                                                                | Vincitore                             | Perdente                            | Punteggio               |
| --------------------------------------------------------------------- | ------------------------------------- | ----------------------------------- | ----------------------- |
| Finale Doppio                                                         | Jean-Julien Rojer [2] Horia Tecău [2] | Rohan Bopanna [8] Florin Mergea [8] | 6-4, 6-3                |
| Finale Singolare                                                      | Novak Đoković [1]                     | Roger Federer [2]                   | 6-3, 6-4                |
| Il 1º match è iniziato alle 15:30 GMT il 2º non prima delle 18:00 GMT |                                       |                                     |                         |

## Campioni

### Singolare
Novak Đoković ha superato in finale  Roger Federer col punteggio di 6-3, 6-4.
- È il cinquantanovesimo titolo in carriera per Đoković, undicesimo del 2015 e quarto consecutivo alle Finals.

### Doppio
Jean-Julien Rojer /  Horia Tecău hanno sconfitto in finale  Rohan Bopanna /  Florin Mergea per 6–4, 6–3.